# Arthroplea bipunctata
Espèce
Arthroplea bipunctata est une espèce d'insectes de l'ordre des éphéméroptères et de la famille des Arthropleidae.

## Distribution
Cette espèce se rencontre en Nouvelle-Angleterre.

## Référence
- (en) McDunnough, 1924 : New Ephemeridae from New England. Occasional Papers of the Boston Society of Natural History, vol. 8, p. 73-76